# Гульельмо I да Верона

Негропонт на карте Южной Греции

Гульельмо I да Верона (Guglielmo I da Verona) (ум. в 1263) — триарх Эвбеи (Негропонта) (центральная часть) с 1217. В некоторых источниках указан как титулярный король Фессалоникского королевства с 1243.

## Биография
Сын Джиберто да Верона (ум. 1209), который в августе 1205 года получил от фессалоникского короля Бонифация Монферратского центральную часть Эвбеи. Вероятно, когда отец умер, ему было 2-3 года.
В 1217 году после смерти Равано далле Карчери венецианцы снова разделили Эвбею на 3 части, и Гульельмо I и его брат Альберто получили бывшие владения отца. Не позднее 1255 г. Альберто умер, и Гульельмо I наследовал ему, но передал его часть триархии сыну покойного - Грапелле, как приданое своей дочери Маргариты.
Первая жена — Елена Монферратская, племянница и наследница фессалоникского короля Деметрия. У них с Гульельмо I было трое детей, но все они умерли в раннем возрасте.
Вторая жена — Симона, согласно Istoria Марино Санудо де Торчелло — племянница князя Ахайи Гильома II де Виллардуэна. Некоторые историки называют Симону дочерью Гильома II от первой жены, но это маловероятно, так как в таком случае её сыновья могли бы претендовать на Ахайю, но княжество унаследовала дочь Гильома II от третьей жены - Изабелла де Виллардуэн.
Дети Гульельмо I от второй жены:
- Гульельмо II (погиб в битве с Ликарио в 1275), триарх Эвбеи с 1268.
- Джиберто (ум. после 1278), триарх Эвбеи с 1275.
- Фелиза, жена триарха южной Эвбеи Нарцотто далле Карчери (ум. 1264), и некоего Ликарио — авантюриста из Виченцы, который в 1276-1280 был правителем Эвбеи от имени византийского императора.
- Маргарита, жена Грапеллы да Верона — своего двоюродного брата (ум. 1262/64), и Оттона де Сент-Омера, сеньора Фив.
- Порция, жена Марино Санудо, сеньора Пароса и Антипароса.
- Франческо, отец Грапоццо далле Карчери и Гаэтано да Верона — триархов центральной части Эвбеи, и Бонифация да Верона (ум. 1317) — триарха северной части Эвбеи.

Гульельмо I да Верона умер или был убит во время одного из нападений византийцев, скорее всего - в 1263 году, хотя в некоторых источниках указывается 1268 год.